# Andrzej Duda
Andrzej Sebastian Duda (kiejtéseⓘ, Krakkó, 1972. május 16. –) lengyel jogász, politikus, az Európai Parlament tagja. 2015. augusztus 6. és 2025. augusztus 6. között a Lengyel Köztársaság elnöke.

## Politikai pályafutása
Az egyetem elvégzése után az alma materében maradt közigazgatási jogot tanítani, és mellékállásként ugyanezt oktatta kormánytisztviselőknek, közjegyzőknek és ingatlanfejlesztőknek. A  Polgári Platform (PO) elődpártja, a liberális Szabadság Unió aktivistája lett, de a 2005-ös parlamenti választások után – frissen megszerzett doktorátusával – a győztes Jog és Igazságosság (PiS) frakciójának a munkatársaként kezdett dolgozni. Egy évre rá igazságügyminiszter-helyettes lett Zbigniew Ziobro mellett, majd 2008-ban Lech Kaczyński államfő kancelláriájára került.
2014-ben beválasztották az Európai Parlamentbe, ahol az Európai Konzervatívok és Reformisták képviselőcsoportjának lett a tagja.
A 2015. évi lengyelországi elnökválasztáson a legnagyobb ellenzéki párt, a PiS jelöltjeként indult, és az első fordulót megnyerve bejutott a második fordulóba, így május 24-én a hivatalban lévő elnökkel, Bronisław Komorowskival mérkőzött meg az elnöki posztért, akit a szavazatok 51,55%-ával győzött le. Elnökként 2015. augusztus 6-án iktatták be hivatalába.
Duda ismét indult a 2020-as lengyelországi elnökválasztáson. Legerősebb kihívója Rafał Trzaskowski varsói polgármester volt. A választás június 28-i első fordulóján Duda 44 százalékos támogatottságot szerzett, míg Trzaskowski 30 százalékot kapott. Mivel egyik jelölt sem szerzett abszolút többséget, szükségessé vált a július 12-i második forduló megrendezése, most már csak Duda és Trzaskowski részvételével. A második fordulóban azután Duda a szavazatok 51,2 százalékát szerezte meg, így újabb ötéves elnöki mandátumot szerzett.

## Magánélete
1972-ben született Krakkóban. Katolikus apja automatizálási mérnök, míg anyja vegyészmérnök. A III. Sobieski János lengyel királyról elnevezett patinás középiskolában végzett, majd a szintén krakkói Jagelló egyetemen szerzett jogászdiplomát. Még egyetemistaként vette feleségül a neves lengyel költő, író és műfordító, Julian Kornhauser lányát, Agatát.